# Si amanece, nos vamos
Si amanece, nos vamos es un programa de radio español que se emite en las madrugadas en la Cadena SER, que creó y estrenó la periodista Marta Robles el 6 de septiembre de 1993.
La primera emisión se hizo desde la cárcel de mujeres de Carabanchel.
El nombre del programa se lo puso la propia Marta Robles, después de pedirle al también periodista Juan Cruz, que pensaba utilizarlo para una novela, que se lo cediese. El título, en realidad, pertenece a un grabado de la serie Los caprichos, del pintor aragonés Francisco de Goya. 
Juan Cruz colaboró todas las noches en el programa de Marta Robles, leyendo una carta en una sección que se llamó Con la firma de Juan Cruz.
Durante toda la temporada que Marta Robles estuvo al frente del programa, este se emitió justo después de El larguero, de lunes a jueves de 1:30 a 4:30 y los viernes de 1:30 a 5:00.
El programa contaba con una sección de entrevistas por la que pasaron personalidades tan destacadas de todos los ámbitos, como el escritor Mario Benedetti, el entonces candidato a la presidencia de la Comunidad de Madrid, Alberto Ruiz Gallardón, o el diplomático Inocencio Arias, que acababa de abandonar la Secretaría de Estado de Cooperación Internacional y estaba a punto de convertirse en el nuevo director del Real Madrid Club de Fútbol. Además tenía una tertulia, en la que los participantes, entre los que se encontraban Alessandra Piccone, del Instituto de Cultura Italiano, la escritora Dulce Chacón o el periodista José Luis Roig, iban rotando, y un espacio llamado El contestador, en el que se recogían los mensajes de los oyentes y se contestaban luego en antena, junto a las llamadas que se iban sumando en la noche, que se hizo muy popular. El contenido se completaba con segmentos dedicados a la recomendación de libros, a la actualidad o a la agenda del fin de semana. Y siempre estaba abierto a las historias que cualquiera quisiera contar en la radio.
En la siguiente temporada (1994/95), la primera parte del horario de Si amanece, nos vamos se sustituyó por el programa Hablar por hablar, entonces presentado por Gemma Nierga y el resto empezó a dirigirlo y presentarlo el periodista Roberto Sánchez, mientras Marta Robles, tras recibir una Antena de Plata por Si amanece, nos vamos, pasó a codirigir y presentar, junto al también periodista Javier Rioyo, A vivir que son dos días.
El 13 de julio de 2012, Roberto Sánchez anunció vía Twitter el final del programa después de más de 5.000 noches.
El 30 de agosto de 2021, en la presentación de la nueva temporada radiofónica de la Cadena SER, se anuncia el regreso del programa el 6 de septiembre de 2021, con Roberto Sánchez de nuevo a los mandos y en el horario habitual de 4:00 a 6:00 de lunes a viernes.

## Estructura
El programa, que se emite de lunes a viernes de 4:00 a 6:00 de la madrugada, sigue la siguiente estructura:

### Etapa actual

#### Primera hora
La primera hora del programa, está concebida para que los oyentes participen, solo se les permite hacer tres preguntas por detective mientras que Edgar Hita y La Parda hacen preguntas sin ningún tipo de límites. A partir de la temporada 2022/2023 el juego de los detectives se convierte en concurso, en el que se dictamina quién es el detective ganador de la temporada. Tras un sorteo semanal entre los oyentes que hayan conseguido un número acertando un caso, habiendo realizado una buena pregunta o que hayan mandado una historia al programa, éste consigue acceder a la final mensual. Entre los ganadores de cada final mensual se realizan unos play offs durante el mes de julio, y los 4 ganadores de los play offs pasan a la gran final de la temporada, en la que el ganador se convierte en el detective del año, obteniendo un premio de un fín de semana en un hotel rural en el que se hace un juego de detectives con actores.
Los ganadores hasta ahora han sido:
2022-2023  Raúl de Elche.
2023-2024 Fran de Valladolid.
2024-2025 Edu de Madrid.
Secciones
- El juego de los detectives (lunes a viernes).
- El motivador con Francesc Miralles (miércoles).
- Raquel Mascaraque (lunes).
- Juzgado de Guardia con Felix Martin.

#### Segunda hora
La segunda hora del programa se convierte en un despertador entretenido, con el que pretende informar al oyente de la actualidad del día, de una forma cercana.
Secciones
- Grabófono: Los sonidos del día, sacando punta y extrayéndolos de su contexto real.
- Los básicos: Con Sergio Díez. Información de servicio, previsión meteorológica con Luismi Pérez, de la agenda básica del día que incluye desde una serie que empieza, a un partido de fútbol, plenos del Congreso... El último citado dará lugar a un 'sketch'.
- Agenda cultural: Repaso a los estrenos musicales, de cine o de teatro. Con Marta Valderrama.
- Todas las voces: El humorista David Muñoz se encarga de poner la voz a los alter ego de todos los protagonistas de la actualidad.
- Zapeo internacional: ¿Qué acaba de pasar en…Colombia, Miami o Venezuela? Zapeo de radio a través de internet.
- No nos podrás contar: Los redactores de la Cadena SER que llegan a preparar Hoy por hoy, cuentan aquellas historias que no tienen cabida en su programa.
- Resumen de prensa: Julia Molina hace el resumen de las noticias más importantes.
- Resumen de actualidad deportiva: Incluyendo sonidos de El larguero. Con Juan López Córcoles.
- Y de repente, nos levantamos con…: Llamada intempestiva a un personaje: un director de cine, un escritor, un músico...  Con ellos se jugará a Los ricos también madrugan.
- Gag FINAL: A modo de 'sitcom’, con personajes propios.

### Anterior etapa

#### Primera hora
- Lunes y martes: La noche de los detectives: Roberto Sánchez plantea un enigma, habitualmente de tintes policiales, que los oyentes resuelven mediante preguntas a las que el presentador tan solo puede contestar con "sí", "no" o "carece de importancia". Sobre este asunto, Roberto Sánchez y Gregorio Benítez editaron un libro hace unos años con los casos de más éxito. Desde el programa se hizo un "concurso" para saber cuál ha sido la mejor historia enviada por los oyentes ya que habían aumentado sustancialmente las historias enviadas, algo que ayuda a mejorar la mecánica del juego y que consigue que los oyentes puedan participar a través de dos vías diferentes. En 2009, el primer ganador fue Sergi, quien, desde Barcelona, ya llevaba un tiempo enviando historias y que se ha convertido en uno de los oyentes más prolíficos.

- Miércoles a viernes: Pídanos lo imposible: un espacio en el que los oyentes llaman y plantean dudas que son respondidas por los mismos oyentes lo más objetivamente posible, bien través del teléfono o a través de Internet. Los componentes del programa no pueden responder por muy evidentes que les resulten las respuestas.

Al final de esta hora se repasa el santoral y las efemérides.

#### Segunda hora
Dedicada a la revista de prensa, a los deportes, a los sonidos de la radio y la televisión y a la hemeroteca. El programa se cierra con las viñetas de David Muñoz de Blas y Marc Guaita.

## Componentes
- Roberto Sánchez, conductor del programa.
- Adriana Mourelos, que realiza un repaso a las portadas de los periódicos con las noticias del día y realiza el segundo grabófono. Presenta el programa en ausencia de Roberto
- Marta Centella, encargada de repasar las portadas de los principales periódicos y de la contraportada
- Laura Martínez, que también está detrás de la producción y realiza su sección en la que aborda los estrenos en los cines y recomienda películas acorde a los sucesos que estén de actualidad en ese momento
- Edgar Hita, que da un repaso en la segunda hora de los sonidos de la radio. También se encarga de la actualidad deportiva con sonidos de El Larguero.
- David Muñoz (La Parda), imitaciones.
- Pablo González y Emanuel Sandoval, técnicos de sonido.
- Darío García y Sara Pedroso, los maravillosos y estupendos becarios